# NGC 4644
NGC 4644 este o galaxie spirală situată în constelația Ursa Mare. A fost descoperită în 14 aprilie 1789 de către William Herschel. Se află la o distanță de 73,21 de megaparseci de Pământ.